# Даммен, Пер
Пер Да́ммен (норв. Per Dammen; род. 11 июня 1946) — норвежский кёрлингист.
В составе мужской сборной Норвегии участник трёх чемпионатов мира (лучший результат — шестые места в 1971 и 1972).
Играл на позициях второго и третьего.

## Команды
| Сезон   | Четвёртый       | Третий      | Второй       | Первый           | Турниры           |
| ------- | --------------- | ----------- | ------------ | ---------------- | ----------------- |
| 1970—71 | Кнут Бьонес     | Свен Крокен | Пер Даммен   | Кьелл Ульрихсен  | ЧМ 1971 (6 место) |
| 1971—72 | Кнут Бьонес     | Свен Крокен | Пер Даммен   | Кьелл Ульрихсен  | ЧМ 1972 (6 место) |
| 1972—73 | Хельмер Стрёмбо | Пер Даммен  | Гейр Сёйланн | Эйвинн Флёстранд | ЧМ 1973 (7 место) |

(скипы выделены полужирным шрифтом)